# 스타트페이지닷컴

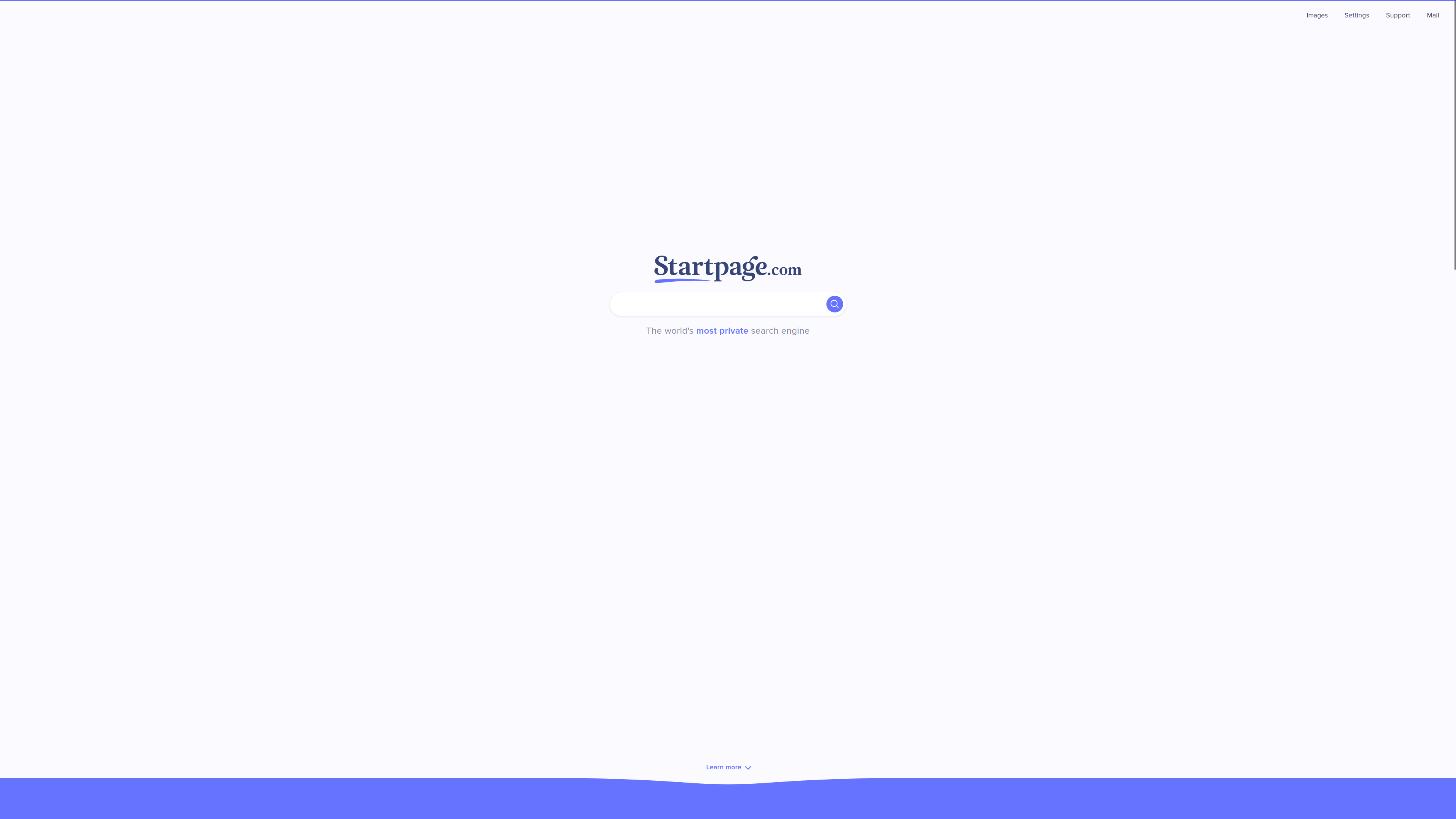

스타트페이지닷컴(Startpage.com) 또는 스타트페이지(Startpage)는 네덜란드의 검색 엔진 회사로, 개인정보 보호를 주요 특징으로 내세운다. 이 웹사이트는 사용자가 빙 검색 및 구글 검색 결과를 이용할 수 있도록 하며, 개인정보나 검색 데이터를 저장하지 않고 모든 추적기를 제거하여 사용자의 개인정보를 보호한다고 광고한다. 스타트페이지닷컴에는 또한 사용자가 프록시를 통해 검색 결과를 열어 익명성을 강화할 수 있는 '익명 보기' 브라우징 기능이 포함되어 있다.
스타트페이지닷컴은 1998년에 설립된 메타 검색 엔진인 Ixquick의 자매 회사로 시작되었다. 두 웹사이트는 2016년에 합병되었다. 2019년 10월, 스타트페이지는 시스템1(System1)의 자회사인 프라이버시 원 그룹(Privacy One Group)으로부터 상당한 투자를 받았다.

## 같이 보기
- 바이두
- 네이버
- Qwant
- 얀덱스